# Manuel Gil Pérez
Manuel Gil i Pérez (València, 1925 - València, 1957) va ser pintor. Va estudiar a l'Escola de Belles Arts de Sant Carles de València. El 1951 va rebre una beca Comte de Cartagena amb la qual va realitzar breus estades a França i Itàlia. Després de residir a Regne Unit durant un any, va fer-se càrrec dels murals de l'Ateneu Mercantil de València. El 1955 va participar en el primer Salón Otoño. El 1957 va fundar el Grup Parpalló junt amb Eusebi Sempere, Andreu Alfaro, Salvador Soria i altres.
La seva pintura es pot enquadrar dintre de l'expressionisme, l'abstracció i el neofigurativisme.